# Matthew Connolly
Matthew Thomas Connolly (* 24. September 1987 in Barnet, London) ist ein englischer Fußballspieler. Der Verteidiger stand von 2012 bis 2020 bei Cardiff City unter Vertrag.
Connolly durchlief die Jugendabteilung des FC Arsenal und spielte zunächst für die Reservisten. Nachdem er im September 2006 zum Kapitän der zweiten Mannschaft des FC Arsenal aufstieg, debütierte er kurz danach am 24. Oktober 2006 in der ersten Mannschaft beim League Cup. Am 23. November 2006 gab Arsenal bekannt, dass Connolly bis zum 2. Januar 2007 an den AFC Bournemouth ausgeliehen wird. Insgesamt spielte er in sieben Spielen für Bournemouth (fünf in der Liga, zwei im FA Cup) und schoss dabei sein erstes Tor als Profi. Connolly kehrte wie geplant im Januar 2007 zu Arsenal zurück und spielte dort erneut im League Cup. Zur Saison 2007/08 wurde er an Colchester United ausgeliehen, wo er ursprünglich die ganze Saison bleiben sollte. Am 2. Januar 2008 wechselte er dann jedoch zu den Queens Park Rangers.
Nachdem er die Rückrunde der Saison 2011/12 beim FC Reading verbracht hatte, wechselte er im August 2012 zu Cardiff City, wo er einen Dreijahresvertrag bis zum 30. Juni 2015 unterschrieb. In gut fünfeinhalb Jahren absolvierte Connolly 146 Pflichtspiele für Cardiff, bevor er verletzungsbedingt in den Spielzeiten 2018/19 sowie 2019/20 komplett außen vor blieb und mitunter nicht mehr im Profikader gelistet wurde.